# Apacilagua
Apacilagua is een gemeente (gemeentecode 0602) in het departement Choluteca in Honduras.
De hoofdplaats Apacilagua ligt aan de rivier Apacilagua en de Choluteca.

## Bevolking
De bevolking is als volgt verdeeld:
| Vrouwen | 4457 | 49,1% |
| Mannen  | 4627 | 50,9% |

## Dorpen
De gemeente bestaat uit acht dorpen (aldea), waarvan het grootste qua inwoneraantal: La Albarrada (code 060202).